# El Poyo del Cid
El Poyo del Cid è una località spagnola della provincia di Teruel, nella comarca del Jiloca. Appartiene al comune di Calamocha.

## Società

### Evoluzione demografica
Ha una popolazione di 214 abitanti (INE 2008)

## Storia

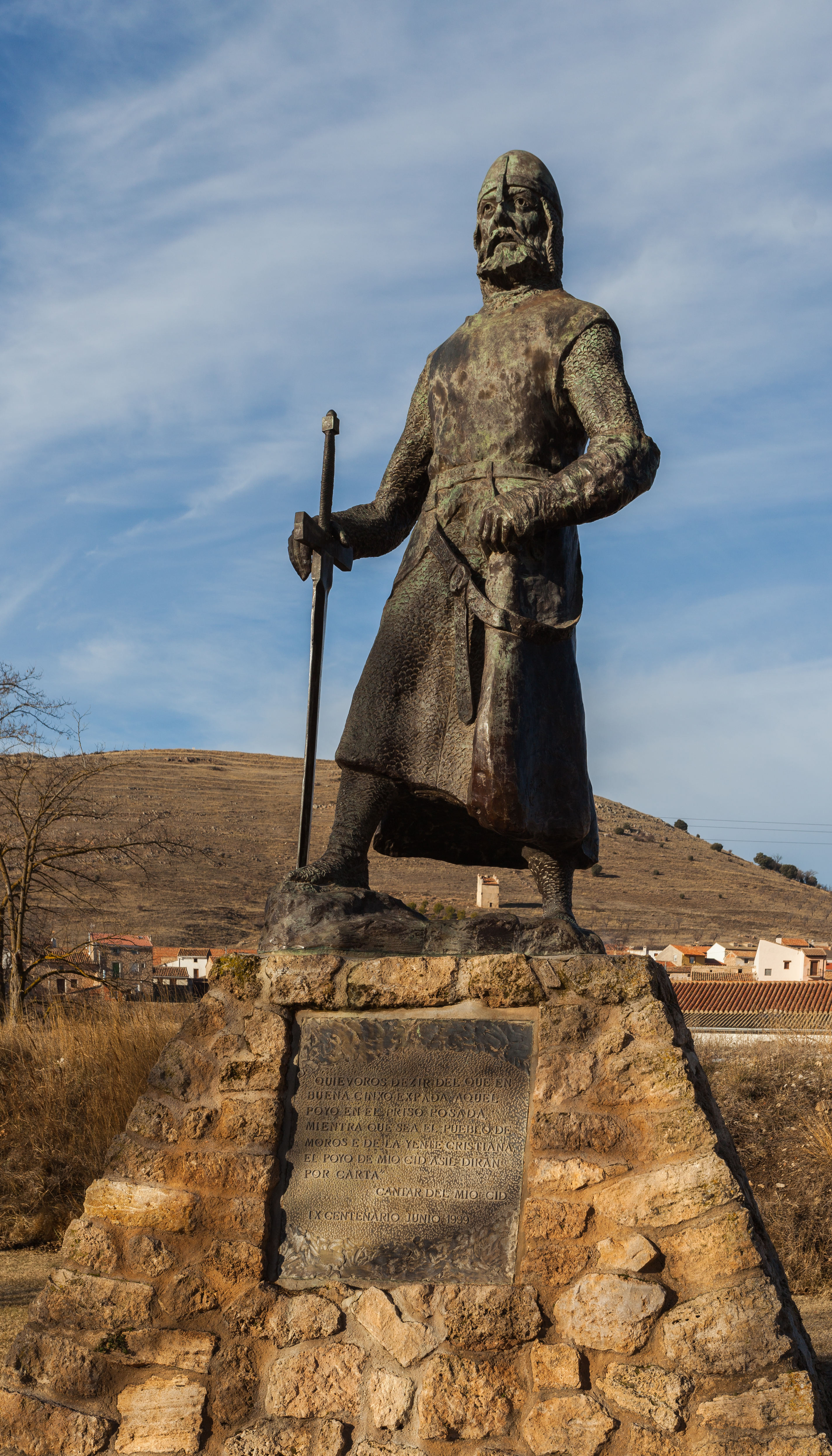
Statua del Cid situata all'entrata del paese.

Alcuni ricercatori parlano di relazioni tra la località e Rodrigo Díaz, il Cid storico. Secondo alcune teorie, il Cid potrebbe aver utilizzato la fortificazione che si trovava su uno dei colli che circondano la località come centro delle operazioni per organizzare il suo esercito che conseguirà, nella primavera del 1089, la vittoria nella Battaglia di Tévar sul Conte di Barcellona Berengario Raimondo. Infatti la località forma parte del cosiddetto Camino del Cid precisamente del ramo chiamato Las Tres Taifas (Le Tre Taifa) che unisce le provincie di Guadalajara, Saragozza e Teruel.
Nel 1248, per privilegio di Giacomo I, El Poyo del Cid se slegò dalle dipendenze di Daroca, andando a formare parte della Sesma del fiume Jiloca nella Comunità delle Terre di Daroca, che dipendevano direttamente dal re, restando così fino alla morte del re Ferdinando VII nel 1833, venendo dissolta nel 1838.

## Patrimonio
Gli edifici più significativi del paese sono la chiesa di San Giovanni Battista, datata al XVIII secolo, e  l'antica casa dei Benedictos, del XVII secolo. Molot vicino al Poyo del Cid si trovano le rovine di un vecchio convento francescano costruito con pietre romane riutilizzate e l'antico lavatoio della lana, probabilmente del XVI secolo, industria, quella della lana, molto estesa nella comarca fino al XIX secolo, e vincolata all'utilizzo del corso naturale dell'acqua.

## Feste
Le feste patronali del Poyo del Cid si celebrano al termine del mese di agosto in onore della sua patrona, la Virgen del Moral. Da dodici anni, agli inizi del mese di giugno, la località organizza l'Incontro con il Cid (Encuentro con el Cid), una rappresentazione popolare della durata di due giorni che ricorda la presenza di Rodrigo Díaz nella zona.